# Copa del Món de ciclisme en pista de 1994
La Copa del Món de ciclisme en pista de 1994 va ser la 2a edició de la Copa del Món de ciclisme en pista. Es va celebrar del 18 de maig de 1994 al 22 de setembre de 1994 amb la disputa de quatre proves.

## Proves
| Data                | Lloc               |
| ------------------- | ------------------ |
| 18-20 maig 1994     | Bassano del Grappa |
| 2-4 juny 1994       | Copenhaguen        |
| 1-3 juliol 1994     | Hyères             |
| 20-22 setembre 1994 | Colorado Springs   |

## Resultats

### Masculins
| Event                 | Guanyador   | Segon       | Tercer      |
| Copenhaguen           | Copenhaguen | Copenhaguen | Copenhaguen |
| --------------------- | ----------- | ----------- | ----------- |
| Keirin                |             |             |             |
| Quilòmetre            |             |             |             |
| Velocitat             |             |             |             |
| Velocitat per equips  |             |             |             |
| Persecució            |             |             |             |
| Persecució per equips |             |             |             |
| Puntuació             |             |             |             |
| Madison               |             |             |             |
| Hyères                |             |             |             |
| Keirin                |             |             |             |
| Quilòmetre            |             |             |             |
| Velocitat             |             |             |             |
| Velocitat per equips  |             |             |             |
| Persecució            |             |             |             |
| Persecució per equips |             |             |             |
| Puntuació             |             |             |             |
| Madison               |             |             |             |
| Colorado Springs      |             |             |             |
| Keirin                |             |             |             |
| Quilòmetre            |             |             |             |
| Velocitat             |             |             |             |
| Velocitat per equips  |             |             |             |
| Persecució            |             |             |             |
| Persecució per equips |             |             |             |
| Puntuació             |             |             |             |
| Madison               |             |             |             |
| Bassano del Grappa    |             |             |             |
| Keirin                |             |             |             |
| Quilòmetre            |             |             |             |
| Velocitat             |             |             |             |
| Velocitat per equips  |             |             |             |
| Persecució            |             |             |             |
| Persecució per equips |             |             |             |
| Puntuació             |             |             |             |
| Madison               |             |             |             |

### Femenins
| Event                 | Guanyadora                     | Segona                         | Tercera                        |
| Bassano del Grappa    | Bassano del Grappa             | Bassano del Grappa             | Bassano del Grappa             |
| --------------------- | ------------------------------ | ------------------------------ | ------------------------------ |
| Velocitat             | Félicia Ballanger (FRA)        | Galina Enioukhina (RUS)        | Olga Slyussareva (RUS)         |
| Persecució            | Jeannie Quigley-Eickhoff (USA) | Svetlana Potemkina (RUS)       | Anke Wichmann (GER)            |
| Puntuació             | Olga Slyussareva (RUS)         | Anke Wichmann (GER)            | Tatjana Kaverina (RUS)         |
| Copenhaguen           |                                |                                |                                |
| 500 m. contrarellotge | Félicia Ballanger (FRA)        | Galina Enioukhina (RUS)        | Tanya Dubnicoff (CAN)          |
| Velocitat             | Galina Enioukhina (RUS)        | Ingrid Haringa (NED)           | Tanya Dubnicoff (CAN)          |
| Persecució            | Marion Clignet (FRA)           | Jeannie Quigley-Eickhoff (USA) | Barbara Erdin-Ganz (SUI)       |
| Puntuació             | Evi Gensheimer (GER)           | Gunhild Orn (NOR)              | Samanta Costa (ITA)            |
| Scratch               | Galina Enioukhina (RUS)        | Elena Loskutova (UKR)          | Kristel Werckx (BEL)           |
| Hyères                |                                |                                |                                |
| 500 m. contrarellotge | Félicia Ballanger (FRA)        | Tanya Dubnicoff (CAN)          | Erika Salumäe (EST)            |
| Velocitat             | Félicia Ballanger (FRA)        | Ingrid Haringa (NED)           | Tanya Dubnicoff (CAN)          |
| Persecució            | Svetlana Potemkina (RUS)       | Tea Vikstedt-Nyman (FIN)       | Ina-Yoko Teutenberg (GER)      |
| Puntuació             | Ingrid Haringa (NED)           | Evelyne Mueller (SUI)          | Nathalie Lancien-Even (FRA)    |
| Scratch               | Ina-Yoko Teutenberg (GER)      | Nathalie Lancien-Even (FRA)    | Kristel Werckx (BEL)           |
| Colorado Springs      |                                |                                |                                |
| 500 m. contrarellotge | Félicia Ballanger (FRA)        | Tanya Dubnicoff (CAN)          | Jeannie Quigley-Eickhoff (USA) |
| Velocitat             | Tanya Dubnicoff (CAN)          | Félicia Ballanger (FRA)        | Nathalie Lancien-Even (FRA)    |
| Persecució            | Kathryn Watt (AUS)             | Jeannie Quigley-Eickhoff (USA) | Anke Wichmann (GER)            |
| Puntuació             | Kathryn Watt (AUS)             | Nathalie Lancien-Even (FRA)    | Belem Guerrero (MEX)           |
| Scratch               | Mira Kasslin (FIN)             | Nathalie Lancien-Even (FRA)    | Jeannie Quigley-Eickhoff (USA) |

## Classificació
| Rang | País     | Total |
| ---- | -------- | ----- |
| 1    | Alemanya |       |